# Megachile amboinensis
Megachile amboinensis är en biart som beskrevs av Heinrich Friese 1909. Megachile amboinensis ingår i släktet tapetserarbin, och familjen buksamlarbin. Inga underarter finns listade i Catalogue of Life.